# صور (دير الزور)
صور بلدة وناحية سوريّة إداريّة تتبع منطقة دير الزور في محافظة دير الزور. بلغ عدد سكان الناحية 37,552 نسمة حسب تعداد عام 2004. تتميز البلدة بنهر الخابور الذي يمر عبرها باتجاه مدينة البصيرة، الذي يزرع على كلا ضفتيه مزروعات متنوعة أبرزها القمح والقطن.
تعرضت بلدة الصور لعدة غارات جوية متكررة أثناء الثورة السورية وراح ضحيتها العشرات من الشهداء والجرحى.
يقام في ساحة البلدة في كل يوم ثلاثاء سوق شعبي أو بازار 
تباع فيه سلع متنوعة من خضروات وفواكه وثياب وعطور وعصائر 